# Associação dos Municípios da Fronteira Oeste
A Associação dos Municípios da Fronteira Oeste (AMFRO) é uma entidade regional que congrega os municípios da Fronteira Oeste no estado do Rio Grande do Sul. A AMFRO faz parte da Federação das Associações de Municípios do Rio Grande do Sul (FAMURS).

## Municípios membros
- Alegrete
- Barra do Quarai
- Itacurubi
- Itaqui
- Maçambara
- Manoel Viana
- Quarai
- Rosário do Sul
- Santa Margarida do Sul
- São Borja
- São Gabriel
- Sant’Ana do Livramento
- Uruguaiana